# Chris Hani
Chris Hani (nato Martin Thembisile Hani; Cofimvaba, 28 giugno 1942 – Boksburg, 10 aprile 1993) è stato un attivista e politico sudafricano.
Fu il leader del Partito Comunista Sudafricano e di Umkhonto we Sizwe, il braccio armato dell'African National Congress. Fiero oppositore dell'apartheid, fu assassinato davanti a casa sua, alla periferia di Dawn Park.